# Oncodesmoides uncinatus
Oncodesmoides uncinatus är en mångfotingart som beskrevs av Kraus 1954. Oncodesmoides uncinatus ingår i släktet Oncodesmoides och familjen Cyrtodesmidae. Inga underarter finns listade i Catalogue of Life.